# Hans-Jürgen van Schewick
Hans-Jürgen van Schewick (* 1943 in Sonneberg) ist ein deutscher Jurist und ehemaliger Richter am Bundesverwaltungsgericht.

## Werdegang
Van Schewick studierte Rechtswissenschaften an der Universität Bonn. Nach dem Bestehen der Zweiten Juristischen Staatsprüfung trat er 1973 in den Justizdienst des Landes Nordrhein-Westfalen ein. Hier wurde er zum Richter am Verwaltungsgericht Köln ernannt. Ab Juli 1978 war van Schewick für 3 ½ Jahre als wissenschaftlicher Mitarbeiter an das Bundesverfassungsgericht abgeordnet. Im Juni 1981 folgte die Ernennung zum Richter am Oberverwaltungsgericht Münster.
Am 2. Mai 1989 wurde van Schewick schließlich zum Richter am Bundesverwaltungsgericht ernannt, wo er dem für das Lastenausgleichs- und Entschädigungsrecht, das Gesundheitsverwaltungsrecht, das Lebensmittel- und Landwirtschaftsrecht und das Verkehrs- und Subventionsrecht zuständigen 3. Revisionssenat zugewiesen wurde. Ab Mai 1997 war er stellvertretender Vorsitzender dieses Senats. Zum 1. April 2008 trat er in den Ruhestand.
Van Schewick war Vorsitzender des Diözesanrats der Katholiken im Erzbistum Berlin und ist Mitglied des Zentralkomitees der deutschen Katholiken. Er ist Vater der Rechtswissenschaftlerin Barbara van Schewick.